# Sociedade Sueca de Antropologia e Geografia
A Sociedade Sueca de Antropologia e Geografia é uma sociedade científica fundada na Suécia em 1877. Foi criada após um rearranjo de várias seções da Sociedade Antropológica, que foi formada em 1873 por Hjalmar Stolpe, Hans Hildebrand, Oscar Montelius e Gustaf Retzius.
A sociedade funciona como um elo entre a ciência e o público, especialmente nos assuntos de antropologia e geografia. Concede bolsas de pesquisa, organiza excursões e palestras e entrega prêmios, incluindo a Medalha Vega e a Medalha Retzius. Em 1880, a sociedade publicou a primeira edição do anuário sueco Ymer, e publica a revista internacional Geografiska Annaler desde 1919, uma publicação dividida entre geografia física e geografia humana. Em 2018, criou o kritisk etnografi, subtitulado no Swedish Journal of Anthropology.

## Prêmios concedidos pela sociedade
A sociedade criou a Medalha Vega em 1881, por ocasião do retorno de Adolf Erik Nordenskiöld a Estocolmo após sua descoberta da Passagem do Nordeste. Desde então, a distinção foi concedida a um geógrafo físico de destaque a cada três anos. Nos anos seguintes, a sociedade concedeu a Medalha Anders Retzius a um geógrafo ou antropólogo.
Em 2015, a Sociedade decidiu que a concessão de uma medalha com o nome de Retzius era inadequada. Seus estudos raciais - incluindo uma coleção de crânios de povos indígenas - são vistos com desaprovação pelos antropólogos modernos. Posteriormente, a Medalha Retzius foi rebatizada de medalha SSAG, e foi entregue a Didier Fassin em 2016. Os prêmios da sociedade são entregues pelo Rei da Suécia em 24 de abril, o aniversário do retorno de Nordenskiöld a Estocolmo.[carece de fontes?]